# Nobody Knows You When You're Down and Out
«Nobody Knows You When You're Down and Out» es un estándar de blues escrito por Jimmy Cox en 1923. Su letra, relatada desde el punto de vista de un fugaz millonario durante la época de la Ley Seca de los Estados Unidos, refleja la efímera naturaleza de la riqueza material y de los amigos que vienen y van con ella. Fue popularizado por Bessie Smith. Desde que esta lo grabara en 1929, el tema ha sido interpretado por numerosos artistas en una gran variedad de estilos.

## Letras y composición
Cuando "Nobody Knows You When You're Down and Out" fue compuesta en 1923 por Jimmy Cox, los felices años veinte estaban en su apogeo. Tras la recesión provocada por la Primera Guerra Mundial, una nueva era de prosperidad llegó. Aun así, frente a todo este optimismo, Cox escribió una cautelosa historia sobre la voluble naturaleza de la fortuna y sus consiguientes relaciones: 

Once I lived the life of a millionaire, spendin' my money I didn't care

I carried my friends out for a good time, buying bootleg liquor, champagne and wine
When I begin to fall so low, I didn't have a friend and no place to go
So if I ever get my hand on a dollar again, I'm gonna hold on to it 'til them eagles grin
Nobody knows you, when you down and out

In my pocket not one penny, and my friends I haven't any
Una vez viví la vida de un millonario, gastaba el dinero sin cuidado,

sacaba a mis amigos de marcha, compraba licor ilegal, champán y vino.

Cuando empecé a caer tan bajo no tuve un amigo ni un lugar donde ir,

así que si vuelvo a tener un dólar en la mano otra vez, lo apretaré hasta que sus águilas sonrían, 

porque nadie te conoce cuando estás hundido y apartado,

en mi bolsillo ni un penique, y de amigos no tengo ni uno.

La canción es un blues de ocho compases de tiempo moderado con influencias del ragtime:

## Primeras grabaciones
A pesar de que "Nobody Knows You When You're Down and Out" fue publicado en 1923, la primera grabación conocida no se realizó hasta 1927. El artista de "Piedmont blues"  Bobby Leecan, quién grabó con varios conjuntos, como South Street Trio, Dixie Jazzers Washboard Band, y Fats Waller' Six Hot Babies, grabó una primera versión de la canción bajo el pseudónimo de Blind Bobby Baker, con su voz y con acompañamiento de fingerpicking de guitarra. Su versión, grabada en Nueva York alrededor de junio de 1927, fue titulada "Nobody Needs You When You're Down and Out" y tenía una letra modificada que hacía más énfasis en los momentos duros.
El 15 de enero de 1929, el influyente pianista de boogie Pinetop Smith grabó el tema en Chicago. En su versión la letra se recita sobre el acompañamiento de piano. Esta canción es una de las 11 grabaciones de Smith que se conocen hasta la fecha, y fue grabada tan solo dos meses antes de su fallecimiento.

## Versión de Bessie Smith
Bessie Smith grabó la canción el 15 de mayo de 1929 en Nueva York. Al contrario que las versiones anteriores, Bessie Smith la grabó con acompañamiento instrumental, incluyendo una pequeña sección de trompetas. Debido al momento de su lanzamiento, el viernes 13 de septiembre de 1929, la letra resultó ser accidentalmente profética. La Bolsa de Nueva York había alcanzado su máximo histórico apenas dos semanas antes, y dos semanas después sufriría su mayor caída en el Jueves Negro, dentro del contexto del Crac del 29. Este evento dio inicio a la Gran Depresión.
Esta versión se convirtió en uno de los mayores éxitos de Bessie Smith, pero fue publicada antes de que este tipo de música orientada hacia el público afroamericano, música denominada en inglés "race records", fuera incluida en las listas musicales. Hoy en día, es "la canción que la mayoría asocia con Bessie Smith" .

## Versiones entre 1930 y 1960
Debido a la popularidad de la versión de Bessie Smith, muchos músicos empezaron a incluirla en su repertorio. El tema pronto se convirtió en un estándar de jazz y blues, siendo interpretada por la Count Basie Orchestra, Louis Jordan And His Tympany Five, Sidney Bechet, Scrapper Blackwell, Eddie Condon, Josh White, Julia Lee y Lead Belly. A finales de los años 50 y principios de los 60 adquirió cierta popularidad en el seno del resurgir de la música folk estadounidense, siendo versionada por Eric Von Schmidt, Odetta, Chad Mitchell Trio, Dave Van Ronk y en una demo de Janis Joplin con Jorma Kaukonen. 
En 1960, la versión de Nina Simone alcanzó el puesto 23 en la lista Billboard R&B, así como el puesto 93 en la lista "Hot 100" de canciones de pop.
A mediados de los años 60 surgieron versiones soul, grabadas por Sam Cooke y Otis Redding, versiones rock, interpretadas por The Spencer Davis Group, Duane y Gregg Allman y Them; así como una versión en francés por Nino Ferrer titulada "Le Millionnaire"

## Versiones de Eric Clapton
Mientras era un estudiante de arte a inicios de los años 60, Eric Clapton se sintió atraído por el panorama folk de Londres y el estilo de fingerpicking acústico de Big Bill Broonzy. Junto con "Key to the Highway", "Nobody Knows You when You're Down and Out" fue una de las primeras canciones que Clapton aprendió a tocar en ese estilo. En 1970, grabó una versión con su banda, Derek and the Dominos, incluida en su álbum debut Layla and Other Assorted Love Songs. La grabación tuvo lugar en los Criteria Studios de Miami, con Jim Gordon a la batería, Carl Radle al bajo, Bobby Whitlock al órgano y Duane Allman a la guitarra de slide. Whitlock afirmó que Sam Samudio, quien estaba también grabando en Criteria, sugirió que la banda tocara la canción.

Esta fue la primera canción de Duane Allman con nosotros. Creo que es la canción que Eric y él tenían en común... Esta canción fue grabada en vivo, las voces y todo, sin superponerlas después. Fue la primera toma, pero por supuesto que fue ensayada antes de ponernos a ello.
Bobby Whitlock

Allman había grabado "Nobody Knows You when You're Down and Out" anteriormente con su hermano Gregg y utilizó punteos similares en la grabación de Derek and the Dominos. Whitlock también declaró que Clapton utilizó un amplificador Fender Champ (un amplificador de práctica), mientras Allman utilizó un Fender Twin.
Poco después de la grabación, la canción se volvió parte del repertorio de la banda. Aunque no apareció en su disco de 1973 In Concert, una grabación realizada en Fillmore East el 24 de octubre de 1970 fue incluida en el álbum expandido Live at the Fillmore, publicado en 1994. Para esta versión, Clapton tocó todas las partes de guitarra y Whitlock tocó el piano. En 1992, Clapton grabó otra versión para la serie de MTV Unplugged y el consecuente disco Unplugged. Para seguir el estilo del programa, la canción fue grabada en acústico. Clapton declaró: "También disfruté retroceder y tocar cosas antiguas como "Nobody Knows You when You're Down and Out", que fue como todo empezó allá en Kingston hace tanto tiempo."